# تشهل زرعي عرب (شبانكارة)
تشهل زرعي عرب (بالفارسية: چهل‌زرعی عرب) هي قرية تقع في إيران في قسم شبانكارة الريفي. يقدر عدد سكانها بـ 469 نسمة بحسب إحصاء 2016.